# فولفغانغ هاس
فولفغانغ هاس (بالألمانية: Wolfgang Haas)‏ هو كاهن كاثوليكي ليختنشتاني وسويسري، ولد في 7 أغسطس 1948 في فادوتس في ليختنشتاين.

## وصلات خارجية
- فولفغانغ هاس على موقع مونزينجر (الألمانية)